# Kępa Wólczyńska
Kępa Wólczyńska – wieś sołecka w Polsce położona w województwie mazowieckim, w powiecie kozienickim, w gminie Kozienice.
| SIMC    | Nazwa     | Rodzaj    |
| ------- | --------- | --------- |
| 0627510 | Pastwisko | część wsi |

W latach 1975–1998 miejscowość administracyjnie należała do województwa radomskiego.
Wierni kościoła rzymskokatolickiego należą do parafii Parafia Świętego Krzyża w Kozienicach.